# Ереван (железопътна гара)
Железопътна гара Ереван (на арменски: Երեվան) е разположена в столицата на Армения Ереван, край площад „Давид Сасунци“.
В близост до нея се намира метростанция „Давид Сасунци“ от Ереванското метро, както и локомотивно и вагонно депо.

## История
През 1902 г. е построена железопътна линия, свързваща Ериван с Александропол (Гюмри) и Тифлис (Тбилиси). През 1908 г. друга линия го свързва с Джулфа и Персия.
Сегашната сграда на гарата е построена през 1956 г. На 31 юли 2009 г. е открит Музей на железопътния транспорт в Армения.
През 2010 г. Руските железници правят основен ремонт на железопътната гара. Обновен е интериорът в чакалните, поставени са електронни табла за заминаващите и пристигащите влакове на гарата. За да се облекчи обслужването от увеличения пътникопоток, билетните каси са разделени на каси за вътрешни и каси за международни линии.

## Влакове
В бъдеще се планира свързването на железопътната гара с международното летище Звартноц край столицата. Ежедневно гарата е обслужвана от влакове за:
- Ереван – Тбилиси – Батуми (през лятото)
- Ереван – Тбилиси (през зимата)
- Ереван – Гюмри
- Ереван – Аракс
- Ереван – Арарат
- Ереван – Ерасх

## Галерия
|  | Тази страница частично или изцяло представлява превод на страницата Yerevan railway station в Уикипедия на английски. Оригиналният текст, както и този превод, са защитени от Лиценза „Криейтив Комънс – Признание – Споделяне на споделеното“, а за съдържание, създадено преди юни 2009 година – от Лиценза за свободна документация на ГНУ. Прегледайте историята на редакциите на оригиналната страница, както и на преводната страница, за да видите списъка на съавторите. ВАЖНО: Този шаблон се отнася единствено до авторските права върху съдържанието на статията. Добавянето му не отменя изискването да се посочват конкретни източници на твърденията, които да бъдат благонадеждни. |